# 紫細菌
紫細菌指能夠通過光合作用產生能量的厭氧變形菌。他們擁有菌綠素a和b、類胡蘿蔔素等色素，顯出紫、紅、棕、黃等顔色。光合作用發生在細胞膜上的反應中心，在此，細胞膜向内褶皺成囊、管或者平行的層，以增加可用的表面積。
和其他含有菌綠素的光合細菌一樣，紫細菌不產生氧氣，因其光合作用使用的還原劑並非水。在一些紫細菌，即紫硫細菌中，還原劑使用硫化物或者單質硫。另外一些被稱作紫非硫細菌，通常採用氫氣作還原劑，儘管也可以少量採用其他還原劑。16S rRNA樹顯示這些紫細菌並不是同源的，而是分散在很多相互有一定距離的類群中，分別和其他不進行光合作用的變形菌有很緊密的親緣關係。也有一些和紫細菌相關的變形菌能夠產生菌綠素a，但不依賴光能而只將其作爲輔助能量來源，且生活在有氧環境中，稱作好氧不產氧光養細菌(aerobic anoxygenic phototrophic bacteria, AAnPB)，如赤桿菌屬(Erythrobacter)。

## 分類
紫非硫細菌分散在α-或者β-變形菌綱，包括：
| α-變形菌綱(Alphaproteobacteria) |                                  |
| 紅螺菌目(Rhodospirillales)      |                                  |
| 紅螺菌科(Rhodospirillaceae)     | 如紅螺菌屬(Rhodospirillum)       |
| 醋桿菌科(Acetobacteraceae)      | 如紅球狀菌屬(Rhodopila)          |
| 根瘤菌目(Rhizobiales)           |                                  |
| 慢生根瘤菌科(Bradyrhizobiaceae) | 如紅假單胞菌屬(Rhodopseudomonas) |
| 生絲微菌科(Hyphomicrobiaceae)   | 如紅微菌屬(Rhodomicrobium)       |
| 紅菌科(Rhodobiaceae)            | 如紅菌屬(Rhodobium)              |
| 紅桿菌科(Rhodobacteraceae)      | 如紅桿菌屬(Rhodobacter)          |
| β-變形菌綱(Betaproteobacteria)  |                                  |
| 紅環菌科(Rhodocyclaceae)        | 如紅環菌屬(Rhodocyclus)          |
| 叢毛單胞菌科(Comamonadaceae)    | 如紅育菌屬(Rhodoferax)           |

紫硫細菌的種類屬於γ-變形菌綱，組成着色菌目(Chromatiales)。這些細菌光合機制的相似性表明該系統有一個共同來源，或者是得自共同祖先，或者得自基因橫向傳遞。